# São Mateus
São Mateus város Brazíliában, Espírito Santo államban. Lakosainak száma 123 752 fő (2022). São Mateus Boa Esperança, Espírito Santo, Linhares, Conceição da Barra, Jaguaré, Nova Venécia, Pinheiros, São Gabriel da Palha és Vila Valério községekkel határos.

## Népesség
A település népességének változása:
| Lakosok száma | 90 460 | 109 028 | 132 642 | 123 752 |
|               | 2000   | 2010    | 2020    | 2022    |